# Транквиллитит
Транквиллитит — силикатный минерал с формулой (Fe2+)8Ti3Zr2 Si3O24. Он в основном состоит из железа, кислорода, кремния, циркония и титана с меньшей долей иттрия и кальция. Назван (по месту обнаружения) в честь лунного Моря Спокойствия (лат. Mare Tranquillitatis) — именно там впервые добыли образцы горных пород, доставленные затем на Землю в рамках миссии «Аполлона-11» в 1969 году. Они более 40 лет оставались последними образцами минерала на планете, которые считались уникальными (не имеющими земных аналогов), — вплоть до 2011 года, когда транквиллитит обнаружили в Австралии.

## Открытие
В 1970 году ученые обнаружили материал нового (безымянного) Fe, Ti, Zr-силикатного минерала, содержащего редкоземельные элементы и Y в образце лунного грунта 10 047. Первый подробный анализ минерала был опубликован в 1971 году. Тогда и было предложено название «tranquillityite», а затем принято Международной минералогической ассоциацией. Позднее он был найден в лунных образцах пород, найденных во всех остальных миссиях Аполлон.
Вместе с  армолколитом и пироксферроитом, является одним из трех минералов, которые были впервые обнаружены на Луне, до обнаружений схожих образцов на Земле. Фрагменты транквиллитита были найдены в северо-западной Африке, в NWA 856 (марсианский метеорит).

### Австралийские образцы
Земные образцы транквиллитита были обнаружены в шести населенных пунктах Пилбара, Западная Австралия в 2011 году. Минерал был обнаружен в скалах Пилбара, которые были собраны для определения содержащихся в них минералов, которые могли быть использованы для геохронологии (такие как циркон, бадделеит и цирконолит.
Ученые из Университета Западной Австралии (UWA) и Curtin University впервые доказали, что транквиллитит также есть на Земле, в исследовании, опубликованном в Geology.
Я подозреваю, что если бы мы нашли совершенно новый минерал, то не привлекли бы столько внимания, но есть определенная мистика связанная с Лунойисследователь из UWA Джанет Махлинг
Нельзя сказать, что транквиллитит имеет какие-то уникальные свойства и сильно отличается от привычных нам минералов. Не так-то просто будет объяснить, почему его долго не находили на Земле. Далеко не все экспериментальные методики позволяют отыскать транквиллитит. Выполненный нами анализ дифракции электронов даёт такую возможность, но земные образцы, в отличие от ценнейших лунных, редко исследуются этим способом.руководитель австралийской группы Биргер Расмуссен
Вероятнее всего нахождение транквиллитита усложняли его малые размеры (~150 мкм) и тот факт, что лунный минерал можно спутать с рутилом, который имеет схожую окраску и часто встречается в изверженных породах.

## Свойства
Транквиллитит образует тонкую полоску от 15 до 65 микрометров в базальтовых породах, где он был произведен на поздней стадии кристаллизации. Минерал почти непрозрачный и может быть темно-красно-коричневым в тонких кристаллах. Проанализированные образцы содержат менее 10 % примесей (Y, Al, Mn, Cr, Nb и других редкоземельных элементов) и до 0,01 % (100 частей на миллион) урана. Наличие значительного количества урана позволили оценить возраст транквиллитита и некоторых сопутствующих полезных ископаемых в образцах, привезенных Аполлон-11, с использованием урано-свинцового анализа. Их возраст составил 3.710.000.000 лет.
Облучение альфа-частицами, порожденное распадом урана, считается основой происхождения преимущественно аморфной структуры метамиктных транквиллититов. Его кристаллы были получены путём отжига образцов при температуре 800 °C в течение 30 минут. Дальнейший отжиг при более высоких температурах приводит к разрушению образцов.
В кристаллах была первоначально обнаружена гексагональная кристаллическая структура с параметрами решётки, а = 1.169 нм, с = 2.225 нм и три формульных единицы в элементарной ячейке. Но позже стало считаться что транквиллититы имеют кубическую кристаллическую структуру (как у флюорита и т. п.).